# Alfred Des Cloizeaux
Alfred Louis Olivier Legrand Des Cloizeaux (Beauvais, Oise; 17 de octubre de 1817-París, 6 de mayo de 1897) fue un mineralogista francés.
Se convirtió en profesor de mineralogía en la École Normale Supérieure y después en el Muséum National d'Histoire Naturelle de París. Estudió los géiseres de Islandia, y escribió también sobre la clasificación de algunas rocas eruptivas; pero su trabajo principal consistió en el examen sistemático de los cristales de numerosos minerales, en investigaciones sobre sus propiedades ópticas y sobre el tema de la polarización. Escribió especialmente sobre los medios de determinar los diferentes feldespatos.
Fue elegido como miembro de la Academia Francesa de Ciencias en 1869, y fue su presidente en 1889. La Sociedad Geológica de Londres le concedió la Medalla Wollaston, en 1886. Sus libros más conocidos son Leçons de Cristallographie (1861) y Manuel de minéralogie (2 vols., París, 1862, 1874 y 1893).

## Algunas publicaciones
- Sur la hauteur de l'Hécla et sur l'éruption 1845 (1846)
- Observations minéralogiques en Islande (1846)
- Observations sur geysers d’Islande (1847)
- Mémoire sur la cristallisation et la structure interne du quartz (1855)
- De l'emploi des propriétés optiques biréfringentes en minéralogie (1857)
- Manuel de minéralogie (1862-94)
- Nouvelles recherches optiques (1867)
- Mémoire sur l’existence du microcline (1876)